# Grand Prix Pino Cerami 1968
Il Grand Prix Pino Cerami 1968, quinta edizione della corsa, si svolse il 11 aprile su un percorso di 214 km, con partenza e arrivo a Wasmuel. Fu vinto dal belga Julien Stevens della Smith's davanti al suo connazionale Willy Planckaert e all'olandese Jan Harings.

## Ordine d'arrivo (Top 10)
| Pos. | Corridore              | Squadra                          | Tempo    |
| ---- | ---------------------- | -------------------------------- | -------- |
| 1    | Julien Stevens         | Smith's                          | 5h38'00" |
| 2    | Willy Planckaert       | Smith's                          | a 5"     |
| 3    | Jan Harings            | Caballero                        | s.t.     |
| 4    | Willy Bocklant         | Pull Over Centrale-Tasmanie-Novy | s.t.     |
| 5    | Albert Van Vlierberghe | Smith's                          | s.t.     |
| 6    | Martin Van Den Bossche | Faema-Faemino                    | s.t.     |
| 7    | Jaak De Boever         | Smith's                          | s.t.     |
| 8    | Willy Monty            | Pelforth-Sauvage-Lejeune         | s.t.     |
| 9    | José Samyn             | Frankrijk A                      | s.t.     |
| 10   | Eddy Beugels           | Paesi Bassi                      | s.t.     |